# Box-office 1989 au Canada et aux États-Unis
Cet article traite du box-office de 1989 au Canada et aux États-Unis. 

## Classement
| Rang | Titre                                 | Pays                  | Réalisateur               | Budget en USD | Recettes      |
| ---- | ------------------------------------- | --------------------- | ------------------------- | ------------- | ------------- |
| 1.   | Batman                                | États-Unis d'Amérique | Tim Burton                | 35 000 000    | 251 188 924 $ |
| 2.   | Indiana Jones et la Dernière Croisade | États-Unis d'Amérique | Steven Spielberg          | 48 000 000    | 197 171 806 $ |
| 3.   | L'Arme fatale 2                       | États-Unis d'Amérique | Richard Donner            |               | 147 253 986 $ |
| 4.   | Allô maman, ici bébé !                | États-Unis d'Amérique | Amy Heckerling            |               | 140 088 813 $ |
| 5.   | Chérie, j'ai rétréci les gosses       | États-Unis d'Amérique | Joe Johnston              | 18 000 000    | 130 724 172 $ |
| 6.   | Retour vers le futur 2                | États-Unis d'Amérique | Robert Zemeckis           |               | 118 450 002 $ |
| 7.   | SOS Fantômes 2                        | États-Unis d'Amérique | Ivan Reitman              |               | 112 494 738 $ |
| 8.   | Miss Daisy et son chauffeur           | États-Unis d'Amérique | Bruce Beresford           |               | 106 593 296 $ |
| 9.   | Portrait craché d'une famille modèle  | États-Unis d'Amérique | Ron Howard                |               | 100 047 830 $ |
| 10.  | Le Cercle des poètes disparus         | États-Unis d'Amérique | Peter Weir                |               | 95 860 116 $  |
| 11.  | Quand Harry rencontre Sally           | États-Unis d'Amérique | Rob Reiner                |               | 92 823 546 $  |
| 12.  | La Guerre des Rose                    | États-Unis d'Amérique | Danny DeVito              |               | 86 888 546 $  |
| 13.  | La Petite Sirène                      | États-Unis d'Amérique | John Musker, Ron Clements |               | 84 355 863 $  |
| 14.  | Potins de femmes                      | États-Unis d'Amérique | Herbert Ross              |               | 83 759 091 $  |
| 15.  | Le sapin a les boules                 | États-Unis d'Amérique | Jeremiah S. Chechik       |               | 71 319 526 $  |
| 16.  | Turner et Hooch                       | États-Unis d'Amérique | Roger Spottiswoode        |               | 71 079 915 $  |
| 17.  | Né un 4 juillet                       | États-Unis d'Amérique | Oliver Stone              |               | 70 001 698 $  |